# Ólafsfjörður
Pour l’article homonyme, voir Ólafsfjörður (fjord).
Ólafsfjörður est une localité islandaise de la municipalité de Fjarðabyggð située au nord de l'île, dans la région de Norðurland eystra, au bord du fjord du même nom. En 2011, le village comptait 824 habitants.

## Démographie
| Date              | Population |
| ----------------- | ---------- |
| 1er décembre 1997 | 1098       |
| 1er décembre 2003 | 994        |
| 1er décembre 2004 | 980        |
| 1er décembre 2005 | 946        |